# ラジカルランド
YUKKYのラジカルランド（ゆっきーのラジカルランド）は、ラジオ日本小田原放送局 ラジオウエストで放送されていた、YUKKY（伊藤ゆき）がパーソナリティを務めるラジオ番組である。

## 概要
- 1995年放送開始。放送開始当初は「ラジカルランド」の名で月曜日から金曜日までの帯番組として、数名のパーソナリティが交代で担当し放送していたが、2010年4月より金曜午後のみの放送となり、「YUKKYのラジカルランド」と改題の上、パーソナリティーに伊藤ゆきを起用し、2018年3月の最終回まで放送していた。
- プロデューサーは加藤一成。同級の浅田次郎と共に同居し喫茶店を営んだ事もある。ラジオ関東時代、三橋美智也のマネージャーと共にミッチーのニックネームを考えた人物。

江利チエミが担当した最後のラジオ番組も手掛けていた。また、ブレイク前のとんねるず、ウッチャンナンチャン等の番組も制作。ラジオ関東時代に「箱の中身はなんだろな」を考案。司会はウッチャンナンチャン。テレビ神奈川の音楽番組や、ラジオ関東、ラジオ日本の番組『電撃わいどウルトラ放送局』、AMラジオ初の声優番組『横浜探偵団』等、数々の番組を制作。川崎市のハロウィン仮装パレードを企画。当時のさいか屋の社長と共に始め1997年以降はカワサキハロウィンとして続けられていた。ラジオ日本のプロデューサーであった高桑敏雄と共に、YOKOHAMA本牧ジャズ祭も立ち上げた人物。
- ラジカルランドはもともと小田原支局制作だったが、同支局廃止後横浜本社から小田原放送局エリア向けに制作。
- ラジオ日本小田原放送局からベリカードの発行がなかったため、2008年に「ラジカルランド」独自のベリカードが作成され全国から受信報告書が届くことで注目されるなど、ローカルAMラジオとして異例の人気番組に成長する。
- ラジオ日本では2011年からインターネットを利用した再送信サービス「radiko」を実施しているが、当局のみで放送されている当番組は再送信の対象とならず、当番組は地上波のみで聴取可能だった。
- 2011年3月11日。東日本大震災発生時は生放送中であった。14時46分から放送終了までの14分間、東北地方に発令された大津波警報を伝え続けた。
- 2017年4月8日、テレビ神奈川（tvk）『ハマナビ』でアール・エフ・ラジオ日本が取り上げられた際、『YUKKYのラジカルランド』の放送風景が紹介された。
- 2018年3月30日、最終回にアール・エフ・ラジオ日本代表取締役社長が出演。また、番組終了を受信する投稿などがSNSで話題になるほか、グアム島の日本語短波放送でも当番組の終了が話題に上った。
- ホームページで配信されているウェブラジオは番組終了後も残されている。
- 1986年10月から始まった『ラジオウェスト』からスタートしこのアール・エフ・ラジオ日本小田原放送局の番組は32年の歴史に幕を閉じた。

## 放送時間

### 金曜日
- 毎週金曜日 12:30 - 17:40（1995年 - 2006年9月）
- 同上 12:30 - 15:00（2006年10月 - 2018年3月）
2014年7月 - 2017年3月の3年間は、不定期で放送休止（主に第3金曜日）

### 月 - 木曜日
- 毎週月 - 木曜日 15:00 - 18:00（1995年 - 2010年3月）

## 提供
- ブラザー音楽事務所
- Stroke Records
- 公営競馬情報（ - 2008年3月）

## 備考
- 公営競馬情報は本局からの受け流しのため、本局の番組（夏木ゆたかのホッと歌謡曲）の進行主導で割り込まれていた。
- 前身の番組は小田原支局（既に廃止）スタジオから生放送されていたが、当番組はテイク・ワンの制作で横浜本社スタジオから送出されている。